# Grande Junte
En Argentine, l’on désigne par Junta Grande le gouvernement des Provinces-Unies du Río de la Plata qui naquit, le 18 décembre 1810, de l’adjonction à la Première Junte, son prédécesseur, des députés envoyés par les provinces intérieures de l’ancienne Vice-royauté du Río de la Plata, et qui fut institué le jour même.
L’acte de naissance de ce nouveau comité de gouvernement fut la réunion conjointe qui se tint le 18 décembre 1810 entre d’une part les sept membres de la Première Junte, tous originaires de Buenos Aires et se trouvant déjà dans la capitale, et d’autre part les neuf députés provinciaux fraîchement arrivés à Buenos Aires, réunion lors de laquelle 13 participants ― savoir : Cornelio Saavedra, Miguel de Azcuénaga, Manuel Alberti, Domingo Matheu, Juan Larrea, Manuel Ignacio Molina, Juan Francisco Tarragona, José Simón García de Cossio, Francisco de Gurruchaga, Manuel Felipe Molina, Gregorio Funes, José Julián Pérez, José Antonio Olmos de Aguilera et Juan Ignacio Gorriti ― votèrent en faveur de l’incorporation des députés à la Junte, tandis que Mariano Moreno et Juan José Paso votèrent contre. La démission de Moreno consécutive à ce vote ne fut pas acceptée, et le lendemain eut lieu la prestation de serment instituant la Junta Grande, qui allait gouverner jusqu’au 22 septembre 1811, date à laquelle elle fut supplantée, à la suite d'un coup de force institutionnel, par le premier triumvirat, lequel s’appliquera notamment à restaurer la politique centralisatrice propre à la Première Junte.

## Origine
Le 27 mai 1810, c'est-à-dire deux jours après la révolution de Mai, à la suite de laquelle fut instituée la Première Junte de gouvernement, celle-ci fit parvenir une circulaire aux cabildos (conseils municipaux) de l’intérieur les requérant d’envoyer à Buenos Aires leurs représentants, afin qu’ils se joignissent au nouvel exécutif. La Première Junte en effet avait été conçue comme un gouvernement provisoire, appelé à gouverner jusqu’à ce qu’eût été constituée une Junte représentative de toutes les villes et territoires de la vice-royauté. Les réactions des provinces devant la nouvelle réalité politique à Buenos Aires n’étaient, en vérité, pas homogènes : si certaines reconnaissaient la Junte de Buenos Aires et les résultats de la révolution de Mai, d’autres aspiraient à l’autonomie provinciale, et d’autres encore restaient loyales au Conseil de régence en Espagne. La circulaire envoyée aux cabildos s’entend ainsi comme un moyen pour le nouveau régime d’empêcher que les royalistes pussent tirer avantage de cette situation et d’affermir rapidement son propre pouvoir. En décembre de cette même année 1810, presque tous les délégués étaient arrivés dans la capitale et sollicitèrent leur intégration dans le gouvernement.
Le 18 décembre 1810 se tint une réunion conjointe entre les sept membres de la Première Junte, présents à Buenos Aires et originaires de la capitale, et les neuf députés des provinces qui venaient d’arriver. La question de savoir si les députés provinciaux devaient ou non faire partie de l’exécutif fut alors mise au vote. Les députés provinciaux, admis à participer au vote, votèrent tous en faveur de leur propre incorporation dans le gouvernement ; ce sont Manuel Ignacio Molina, Juan Francisco Tarragona, José Simón García de Cossio, Francisco de Gurruchaga, Manuel Felipe Molina, Gregorio Funes, José Julián Pérez, José Antonio Olmos de Aguilera et Juan Ignacio Gorriti. Des sept membres de la Première Junte, seuls Juan José Paso et Mariano Moreno votèrent contre, les autres membres, savoir : Cornelio Saavedra, Miguel de Azcuénaga, Manuel Alberti, Domingo Matheu et Juan Larrea, votant en faveur de l’extension de l’exécutif. Moreno, qui estimait que la taille qu’atteindrait le gouvernement par cet élargissement serait préjudiciable à sa liberté d’agir, s'il finit par voter pour, remit aussitôt sa démission, laquelle cependant fut refusée.
L’installation de ce nouveau gouvernement élargi, communément dénommé Grande Junte (en esp. Junta Grande), fut sanctionnée par la prestation de serment de ses membres, laquelle eut lieu dès le lendemain. Abstraction faite de divers changements dans sa composition, la Grande Junte sera appelée à gouverner jusqu’au 22 septembre 1811, date à laquelle elle sera remplacée, à la suite d'un coup de force institutionnel fomenté par le Cabildo de Buenos Aires, par le gouvernement du premier triumvirat, qui tendra à refaire siennes les orientations politiques ― centralisatrices et plus radicales ― de la Première Junte.

## Action gouvernementale
De façon générale, la Grande Junte mena une politique d’expectative et de prudence face aux événements de la contre-révolution et vis-à-vis de l’Espagne.
Cependant, l’un des principaux problèmes auxquels eut à faire face la Junta Grande était la multiplicité des tendances en son propre sein, qui menaçait de paralyser son action ; de par son élargissement en effet, la Junte ne pouvait plus prendre ses décisions en ayant à l’esprit les seuls intérêts du port de Buenos Aires et de ses gens, mais devait tenir compte dorénavant de l’ensemble du pays représenté en son sein.
La Junta Grande, s’appliquant donc à créer les conditions d'une participation politique des populations de l’intérieur, promulgua le Décret portant création des Juntes provinciales (esp. Decreto de creación de las Juntas Provinciales) du 11 février 1811, lequel décret établit dans chaque capitale d’intendance une Junte provinciale, investie de l’autorité sur tout le gouvernorat, et composée d’un gouverneur intendant désigné par le gouvernement central de Buenos Aires, et de quatre membres votants (vocales) élus par les habitants de chaque ville. Dans les villes du ressort de chaque gouvernorat étaient mises en place des juntes subordonnées composées d’un gouverneur délégué et de deux vocales élus. Le nouveau système, proposé par Gregorio Funes, député de la province de Córdoba, s’il fut bien reçu dans les capitales d’intendance, suscita de l’opposition dans les villes subordonnées, qui ne faisaient pas partie des Juntes provinciales.

### Déroulement de la guerre d’indépendance
Parallèlement, la Grande Junte eut à mener la guerre contre les fonctionnaires espagnols qui refusaient de reconnaître la légitimité du nouveau régime, ce qui la porta à intervenir militairement dans le Haut-Pérou, dans la bande Orientale (c'est-à-dire, très schématiquement, l’actuel Uruguay) et au Paraguay.
Dans le Haut-Pérou, les forces révolutionnaires dépêchées par la Première Junte sortirent tout d’abord  victorieuses de la bataille de Suipacha, le 7 novembre 1810, libérant Potosí et diffusant la révolution dans la région. Ce triomphe cependant resta sans prolongement, car Juan José Castelli, ayant, par son intransigeance jacobine, provoqué de multiples désertions, se révéla incapable de s’y maintenir. Tandis que, en effet, le peuple déserta les milices par crainte d’ostracisme, l’armée espagnole reçut dans le même temps des renforts du Pérou et remporta la victoire à la bataille de Huaqui le 20 juin 1811. Les révolutionnaires durent alors se replier sur San Salvador de Jujuy et laisser les forces royalistes espagnoles reprendre la région.
Au Paraguay, un corps expéditionnaire sous le commandement de Manuel Belgrano avait mission d’obtenir qu’y fût reconnu le gouvernement de Buenos Aires, mission assortie de l’ordre donné par Mariano Moreno de fusiller en tout état de cause le gouverneur de cette province. Les forces de Buenos Aires furent toutefois vaincues à Paraguarí le 9 janvier 1811, puis à la bataille de Tacuarí le 9 mars 1811. Ce nonobstant, le 14 mai 1811, éclata à Asuncion une révolution emmenée par des libéraux, qui destitua le gouverneur et établit une junte de gouvernement locale. Des désaccords avec le gouvernement centraliste de Buenos Aires furent à l’origine d’une politique isolationniste, laquelle maintint le Paraguay en marge de la guerre d’indépendance.
Dans la bande Orientale eut lieu une insurrection de la population rurale contre les autorités espagnoles de Montevideo dirigées par le vice-roi Francisco Javier de Elío, lesquelles étaient, hors la ville de Montevideo, partout répudiées. Le mouvement prit de la vigueur sous la direction du propriétaire terrien José Gervasio Artigas, et le gouvernement de Buenos Aires décida l’envoi de troupes qui, conjointement avec les Orientaux, vainquirent les forces d’Elío dans la bataille de Las Piedras, puis mirent le siège devant Montevideo en juin 1811. Toutefois, la place-forte de Montevideo, excellemment fortifiée, résista. La flotte espagnole put dominer le Río de la Plata et bloquer le port de Buenos Aires.

## Mouvement des 5 et 6 avril 1811 et recomposition de la Junte
Devant l’apparente faiblesse de la Junte, la faction moréniste prépara un soulèvement, mais les corps militaires loyaux à Saavedra les prirent de vitesse. Dans la nuit du 5 au 6 avril, un grand nombre d’habitants des abords de Buenos Aires entreprirent, avec l’appui des troupes loyales, d’occuper la place de Mai. Ils se présentèrent devant le Cabildo avec une série de requêtes, auxquelles fut donnée suite favorable par la Junte et les chefs militaires.
Il en résulta le remplacement et l’expulsion des quatre membres morénistes de la Junte, savoir Juan Larrea, Miguel de Azcuénaga, Hipólito Vieytes et Nicolás Rodríguez Peña. En outre fut nommé, comme secrétaire de gouvernement, Joaquín Campana, qui prit la tête de la Junte, concurremment avec Saavedra et Funes. Le Tribunal de Sûreté publique (en esp. Tribunal de Seguridad Publica) fut créé pour juger ceux qui attenteraient contre le gouvernement. L’on s’employa à radoucir les politiques radicales du groupe moréniste et à adopter des positions modérées et socialement conservatrices ; dans le même temps, les relations avec la Grande-Bretagne furent distendues. 
Une conséquence singulière de l’expulsion des morénistes fut la rébellion du cabildo de la province de San Luis, vers laquelle avaient été bannis quelques-uns des expulsés. Ceux-ci en effet surent convaincre le cabildo de retirer, dans l’intention d’affaiblir la Junte, la représentation du député Marcelino Poblet. Cependant, la Junte passa outre et décida que Poblet eût à rester en fonction ; de cette façon, elle se protégeait certes de ses adversaires, mais en même temps s’aliénait les cabildos de l’intérieur. Ultérieurement, cet incident allait se révéler d’une importance déterminante, en ceci que ces cabildos, ne se sentant pas entièrement représentés par la Junte, s’abstinrent de la défendre face à la pression portègne qui finirait par amener sa chute.

## Crise et transformation de l’exécutif
Au milieu de 1811, la situation militaire prit un tour défavorable. La défaite des forces révolutionnaires lors de la bataille de Huaqui laissa aux mains de l’ennemi le Haut-Pérou et interrompit le commerce avec Potosí. La Junte, accédant à la requête de Saavedra, autorisa celui-ci à se transporter vers le nord, pour y réorganiser l’armée et enrayer une éventuelle invasion espagnole. Le gouvernement fut privé ainsi de sa principale autorité.
Dans la bande Orientale, l’armée révolutionnaire avait mis le siège devant Montevideo. L’Espagnol  royaliste Francisco Javier de Elío, nommé vice-roi du Río de la Plata, et retranché dans la ville assiégée, pouvait toutefois s’appuyer sur la flotte de Montevideo, grâce à laquelle il dominait les grands fleuves et bloquait le port de Buenos Aires. La Junte ouvrit certaines négociations avec Elío, mais finit par rejeter les conditions posées par celui-ci.
La situation fut mise à profit par le Cabildo de la capitale, pour contraindre la Junta Grande de négocier avec lui l’exercice du pouvoir. Saisissant l’occasion qu’offrait le blocus, le Cabildo, autour duquel gravitait la loge lautarienne, elle-même appuyée par la Grande-Bretagne, accusa la Junte d’impéritie pour n’être parvenue à aucun accord avec Elío. Faisant pression par voie de la presse et au moyen de manifestations de rue, certaines d’entre elles appuyées par des personnalités hostiles à Saavedra, le Cabildo finit par obtenir que fût convoquée une assemblée de fondés de pouvoir du peuple (esp. apoderados del pueblo).
Lorsque le secrétaire Campana tenta de défendre l’autorité du gouvernement, il fut accusé d’avoir insulté les représentants du Cabildo, lequel en retour réclama sa démission. La Junte, alors présidée par Domingo Matheu, releva Campana de ses fonctions et l’expulsa de la capitale.
Une fois convoquées les élections pour les fondés de pouvoir du peuple, le Cabildo fit élire en sus deux députés de Buenos Aires au Congrès des Provinces, selon une idée qui paraissait avoir été écartée, mais que la municipalité de Buenos Aires remit sur la table afin de faire pression contre la Junte. Furent ainsi élus comme députés Feliciano Chiclana et Juan José Paso, ainsi que douze fondés de pouvoir, parmi lesquels celui qui avait obtenu le plus de voix était Manuel de Sarratea.
Lors d’une réunion avec la Junte le 22 septembre 1811, le Cabildo obtint que la Junte consentît à une réforme institutionnelle, tendant notamment à la mise en place d’un nouvel exécutif plus restreint, composé de Chiclana, Sarratea et Paso, auquel fut donné le nom de premier triumvirat. Aux yeux des hommes de Buenos Aires en effet, la concentration du pouvoir était nécessaire si l’on voulait pouvoir procéder avec énergie et diligence.
La Junte cependant continua d’exister, mais transformée en Junte de Préservation des Droits de Ferdinand VIII (esp. Junta de Conservación de los Derechos de Fernando Séptimo), ayant pour mission théorique d’exercer le pouvoir législatif. Ses relations avec le triumvirat n’étaient pas définies avec précision : ainsi, lorsque la Junte avait sanctionné quelque règlement constitutionnel, le gouvernement soumettait celui-ci pour approbation au Cabildo de Buenos Aires, mais en l’incitant à le rejeter, tout en laissant entendre que le Cabildo était supérieur à la Junte. Comme la Junte vint à se plaindre du procédé, le triumvirat décida de la dissoudre officiellement, en novembre de cette même année.
Quelques semaines plus tard, les députés de l’intérieur furent expulsés de la capitale, accusés d’avoir été d’intelligence avec la mutinerie dite de las Trenzas (litt. des Tresses), déclenchée fin 1811 par le Régiment de Patriciens.

## Composition de la Junta Grande

### Au moment de sa constitution le 18 décembre 1810
La Grande Junte comprenait au moment de sa création 18 membres au total:
*Cornelio Saavedra (président)
- Mariano Moreno (secrétaire ; il s’éloignera peu après, pour être remplacé par Hipólito Vieytes)
- Juan José Paso (secrétaire)
- Miguel de Azcuénaga
- Domingo Matheu
- Juan Larrea
- Manuel Belgrano (absent)[1]
- Juan José Castelli (absent)[2]
- Manuel Alberti (décédera le 31 janvier suivant)
- José Simón García de Cossio (Corrientes), élu le 3 juillet 1810
- Juan Francisco Tarragona (Santa Fe), élu le 9 juillet 1810
- Manuel Felipe Molina (Tucumán), élu le 16 août 1810
- Gregorio Funes (Córdoba), élu le 18 août 1810
- José Julián Pérez (Tarija), élu le 20 août 1810
- Francisco de Gurruchaga (Salta), élu le 31 août 1810
- Juan Ignacio Gorriti (Jujuy), élu le 4 septembre 1810
- José Antonio Olmos de Aguilera (Catamarca), élu le 4 septembre 1810
- Manuel Ignacio Molina (Mendoza), élu le 9 octobre 1810

### Remplacés avant d’être entrés en fonction
- Bernardo Ortiz (Mendoza), élu le 25 juin 1810[3]
- Juan José Lami (Santiago del Estero), élu le 9 juillet 1810[4]
- Ignacio de Acuña (Catamarca), élu 4 août 1810[5]

### Ne remplirent pas leur mandat
- José Bonifacio Redruello (Concepción del Uruguay), élu le 30 juillet 1810. Il déclina sa nomination en raison de ses opinions royalistes.

Dans le Haut-Pérou, les députés élus, qui étaient tous prêtres, ne purent remplir leur mandat, Castelli en effet y faisant opposition.
- José Francisco Javier de Orihuela, élu par Cochabamba le 16 octobre 1810[6] et par Chuquisaca le 13 novembre 1810[7]
- José Manuel Seoane (Santa Cruz de la Sierra), élu le 24 septembre 1810[8]
- Salvador Matos (Potosí), élu le 10 novembre 1810[9]
- Ramón Mariaca (La Paz), élu le 12 décembre 1810[10]

### N’assumèrent leur mandat qu’ultérieurement
- Marcelino Poblet (San Luis), élu le 30 juin 1810
- José Ignacio Fernández Maradona (San Juan), élu le 9 juillet 1810
- Hipólito Vieytes (Buenos Aires, secrétaire, suppléant Moreno)
- Francisco Ortiz de Ocampo (La Rioja)[11]
- Pedro Francisco de Uriarte (Santiago del Estero), appelé à remplacer Lamí
- Nicolás Rodríguez Peña (Buenos Aires, en remplacement d’Alberti), nommé par la Junte fin mars 1810.

### Après le 6 avril
- Feliciano Antonio Chiclana (élu en remplacement de Rodríguez Peña), renonça à assumer son mandat
- Atanasio Gutiérrez (élu en remplacement de Azcuénaga)
- Juan Alagón (élu en remplacement de Larrea)
- Joaquín Campana (élu en remplacement de Vieytes), secrétaire.

### N’élurent pas de députés
Les cabildos de Montevideo, le 2 juin, et d’Asuncion, le 18 août 1810, refusèrent d’envoyer un député. Le député pour Maldonado ne put être élu.
Le 24 janvier 1811, la Junte ordonna à Castelli d’obtenir qu’un député indigène fût élu dans chacune des intendances du Haut-Pérou, mais cette disposition ne fut pas appliquée.